# Brasão de Pará de Minas
O Brasão de Pará de Minas é um símbolo que representa o município brasileiro supracitado, localizado no estado de Minas Gerais.

## Descrição
Criado por Maria José A. Souza Carmo e Celma Rocha Pereira, o brasão de Pará de Minas foi instituído o Brasão de Armas em 19 de junho de 1984 pela lei municipal de número 2215.
As estrelas localizadas na parte superior esquerda representam os sete distritos que fazem parte da cidade. Ao lado, na parte superior direita, uma toalha numa cruz, simbolizando a padroeira da cidade, Nossa Senhora da Piedade. No canto inferior direito, a imagem de uma das peças principais do garimpo, a cornucópia, instrumento utilizado também pelo fundador da cidade, Manoel Batista. Na parte inferior esquerda, mostra a bandeira do estado de Minas Gerais. No escudo assente, é citado a frase "Fé, Ação e Progresso" sobre louros.